# It’s Working
«It’s Working» (с англ. — «Это работает») — песня, исполненная музыкальной группой MGMT и выпущенная в качестве третьего сингла со второй студийной работы Congratulations. Она была написана и спродюсирована Эндрю Ванвингарденом и Бэн Голдвассером и выпущена качестве цифровой дистрибуции 26 июня 2010 года. Композиция впервые прозвучала на британской радиостанции BBC Radio 1 в начале мая 2010 года, а также исполнялась на концертном туре в поддержку альбома Congratulations. 29 июня того же года на интернет-сервисе ITunes сингл поступил в продажу с двумя ремиксами на композицию, выполненные Violens и Air. Через день работа последних стала доступна для бесплатной загрузки на сайте RCRD LBL. В целом It’s Working был хорошо принят критиками. Особо отмечался уход от синтипоп звучания к более психоделическому. Музыкальное видео на композицию было опубликовано на официальном сайте MGMT 15 июня 2010 года.

## Список композиций
| №  | Название                        | Длительность |
| -- | ------------------------------- | ------------ |
| 1. | «It's Working» (Air ремикс)     | 4:31         |
| 2. | «It's Working» (Violens ремикс) | 4:02         |